# Бесташ (заказник)
Бесташ — ландшафтный заказник местного значения. Находится в Мариупольском районе Донецкой области у села Темрюк. Статус заказника присвоен решением Донецкого областного совета от 17 августа 1999 года № 23/7-170. Площадь — 437 га. На территории заказника находятся участки целинных степей северного Приазовья.